# Manuel Mercadillo
Juan Manuel Mercadillo y Patiño, O.P. (La Puebla de Almoradiel, 1643 - Córdoba del Tucumán, 1704) fue un fraile dominico español, obispo de Córdoba del Tucumán entre 1694 y 1704.

## Biografía
A los 16 años profesó en el convento dominico de la ciudad de Salamanca, y en la Universidad de esa ciudad se graduó como Maestro en Teología.
En 1665 marchó a Filipinas, donde misionó entre los tagalos en Bataan y Zambales. Fue rector de la Universidad de Santo Tomás de la ciudad de Manila donde enseñó teología y filosofía. Fue también Definidor de su orden en Filipinas.
El 7 de agosto de 1694 fue presentado como candidato al obispado del Tucumán, y el papa Inocencio XII lo nombró para el cargo el 8 de noviembre de ese año. Consagrado obispo en Madrid en noviembre de 1695, dedicó los siguientes dos años a reunir los elementos y el dinero necesario para el largo viaje, antes de embarcarse hacia América en abril de 1698, llegando a su sede en Santiago del Estero recién en junio de 1699.
Llevaba la misión expresa de trasladar la sede de la diócesis del Tucumán de Santiago del Estero a la ciudad de Córdoba y de construir la Catedral de la ciudad, sobre las ruinas de la Iglesia Matriz, ya derrumbada. Para ello, el cabildo catedralicio había reunido treinta mil pesos de plata para la construcción. Su predecesor en el cargo, Juan Bravo Dávila y Cartagena, había logrado la autorización real y papal para el traslado, pero había fallecido en 1690 sin haberlo iniciado. Los vecinos de Córdoba habían hecho enormes donaciones de ganado vacuno y mular, que había sido vendido en la ciudad de Salta; la razón de esa generosidad era que el traslado de la sede diocesana aseguraba también que la capital de la gobernación del Tucumán se estableciera definitivamente en Córdoba.
Tras un sínodo de toda su diócesis, celebrado en octubre de 1700, ordenó iniciar el traslado de su sede episcopal a Córdoba; debió enfrentar las quejas y reclamos de los vecinos de Santiago del Estero, pero la mayor riqueza de la ciudad de destino logró vencer todas las resistencias. Apenas llegado a Córdoba, ocupó una casa frente a la plaza principal, junto a la cual ordenó instalar el seminario diocesano, regenteado por los jesuitas. Interinamente instaló como catedral la Iglesia de Santa Catalina de Siena, mientras se iniciaba la obra de la Catedral.
Había llevado consigo gran cantidad de mercaderías para vender en el Tucumán, que vendió y cuyos ingresos utilizó para comprar mulas y venderlas en el Alto Perú. Sus intereses económicos y su carácter altivo lo enemistaron rápidamente con los sucesivos gobernadores del Tucumán, con la Compañía de Jesús, con su propio cabildo eclesiástico y con el Cabildo de Córdoba.

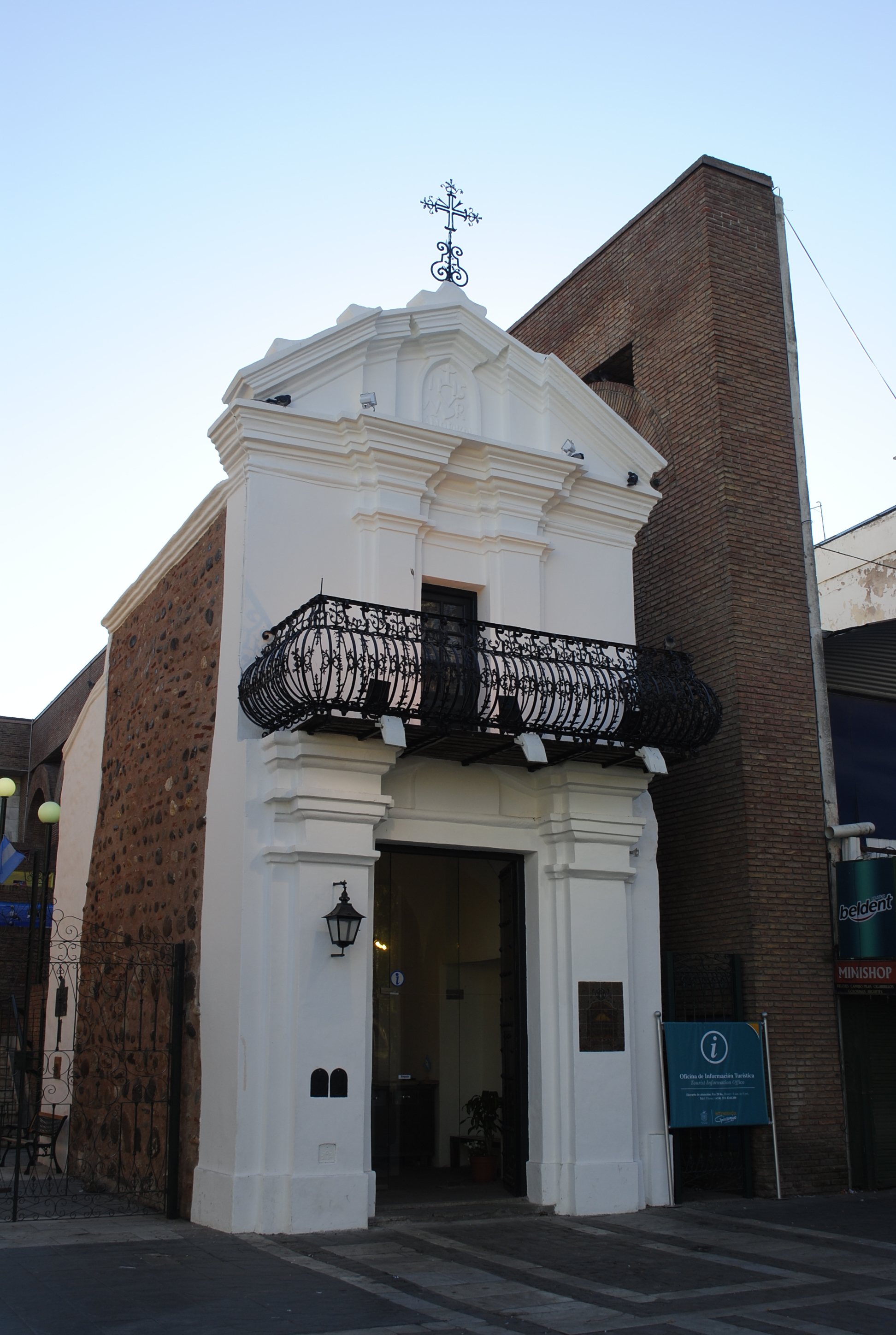
El Oratorio del Obispo Mercadillo, en la ciudad de Córdoba.

Reclamó a los jesuitas el pago del diezmo por sus propiedades, que estaban beneficiadas con una quita parcial de ese impuesto eclesiástico. Como éstos se negaron, les prohibió administrar los sacramentos, les cerró sus templos y bajó las campanas; anuló un matrimonio que había sido presidido y bendecido en una de estas iglesias, y pretendió obligar a la mujer a regresar con sus padres y casarla por la fuerza con otro hombre. Para continuar el conflicto con la Compañía, decidió la erección de una nueva universidad de Córdoba, regenteada por los dominicos, ordenó cerrar el Colegio Máximo de los jesuitas y excomulgó a varios de éstos, entre ellos el rector de la Universidad y el del Noviciado. También tuvo conflictos con los franciscanos, favoreciendo también en ellos a su propia orden dominica.
Como las autoridades políticas respaldaron a los jesuitas, repartió censuras y excomuniones a los funcionarios. Cuando la Real Audiencia de Charcas le ordenó volver todo al estado anterior, se negó a reconocer la validez de los documentos y excomulgó a los escribanos que los certificaban. Gracias a sus contactos en la corte real logró el desplazamiento del gobernador Zamudio, pero su sucesor, Gaspar de Barahona, informó generosamente al Rey los excesos del obispo, incluidas veladas acusaciones de amancebamiento contra el mismo obispo.
También fue acusado de desviar dinero para sus negocios particulares de la obra de la Catedral, que si bien se estaba llevando a cabo, había ordenado detener aduciendo una supuesta falta de fondos y la pérdida de materiales. De acuerdo a la acusación, el dinero de la obra había sido prestado a un comerciante, el cual le pagaba al obispo un interés que este dedicaba a la construcción del palacio episcopal y una segunda residencia fuera de la ciudad, a la cual también habrían sido destinados los materiales denunciados como faltantes. De ese palacio episcopal, que había llegado a ser una mansión de quince habitaciones en dos pisos, en la actualidad permanece en pie el pórtico, conocido como el Oratorio del Obispo Mercadillo, frente a la plaza central de la ciudad de Córdoba; el mismo formaba parte del Museo Eclesiástico "Deán Gregorio Funes" que fuera cerrado en 1961.
Falleció en la ciudad de Córdoba el 17 de junio de 1704, mientras realizaba una caminata por la casona. Sus restos descansan en el convento de Santo Domingo de la ciudad de Córdoba, sin embargo la iglesia fue reedificada enteramente tres veces, por lo que sus restos aún no han encontrados.